# Kahnschnecken
Die Kahnschnecken (Neritidae), auch Schwimmschnecken genannt, sind eine Familie der Ordnung Neritopsida innerhalb der Neritimorpha, die wiederum zur Unterklasse Orthogastropoda gestellt wird. Die ältesten Nachweise reichen in das Karbon zurück. Der umgangssprachliche Name Nerite sowie der Familienname Neritidae und der Gattungsname Nerita leiten sich vom mythologischen Namen des Meergottes Nerites ab.

## Merkmale
Das Gehäuse ist flach spiralig aufgerollt und besitzt nur wenige Umgänge. Die Mündung ist eben ausgebildet. Eine Spindel ist nicht vorhanden bzw. wie die inneren Umgänge resorbiert worden. Die Mündung kann durch ein kalkiges Operculum verschlossen werden. Die Opercula habe innen zwei Fortsätze, die oft für Arten oder Gattungen typisch sind. Gemessen an ihrer Größe besitzen die Kahnschnecken eine sehr dicke Schale. Sie sind somit an ein Leben in turbulent strömendem Wasser angepasst. Der Körper ist kurz, und das Gehäuse überdeckt den Weichkörper beim Kriechen fast völlig. Der Kopf weist eine breite Schnauze auf. Die Fühler sind dünn und zugespitzt. Außen daneben sitzen die leicht gestielten Augen. Die Tiere sind getrenntgeschlechtlich. Der Penis des Männchens sitzt unter dem rechten Fühler.

## Lebensweise und Verbreitung
Die Arten der Kahnschnecken leben vor allem im Gezeitenbereich der Meere oder in schnellfließenden Flüssen. Einige Arten besiedeln amphibisch sogar das Land. Sie sitzen bevorzugt auf Hartsubstraten und ernähren sich überwiegend von Algen und Schwämmen, die sie vom Untergrund abraspeln. Ihre kräftige Radula ist sogar in der Lage die harte Schale von Kieselalgen zu knacken. Die Familie ist weltweit verbreitet. In Mittel- und Nordeuropa kommt nur eine Gattung mit vier Arten vor. In Südeuropa kommen weitere Arten vor, die von manchen Autoren jedoch in eine separate Untergattung gestellt werden.

## Evolution
Stammesgeschichtlich gesehen gehören die Neritidae zu einer ursprünglichen Gruppe (Neritimorpha), deren älteste als gesichert angesehene Fossilnachweise bis zurück ins Ordovizium reichen. Zahlreiche Besonderheiten unterstreichen den basalen Status der Neritidae innerhalb der höheren Gastropoden. Ihrer Schale fehlt die Columella, die zentrale Achse. Zudem werden bei vielen Arten die inneren Windungen im Laufe des weiteren Wachstums resorbiert. Dies ermöglicht die charakteristische kapselförmige Ausbildung des Gehäuses. Die Musterung ihrer Gehäuses ist so variabel, dass man Arten der Kahnschnecken aus verschiedenen Regionen ihres Verbreitungsgebietes oft nur anhand ihres charakteristischen Deckels (Operculum) bestimmen kann.

## Systematik
Die Systematik der gesamten Familie, also auch der Süßwasser bewohnenden Arten ist noch immer nicht befriedigend untersucht. Aktuelle Schätzungen reichen bis zu 175 Arten. Dies liegt daran, dass in vielen Fällen die einzelnen Arten nicht sicher auseinandergehalten werden können. Es werden bis zu 30 Gattungen und Untergattungen unterschieden. Die Familien Septariidae Golikov & Starobogatov, 1975 und Protoneritidae Kittl, 1899 sind jüngere Synonyme. Die wichtigsten Gattungen und Untergattungen:
- Unterfamilie Neritinae Rafinesque-Schmaltz, 1815
  - Tribus Neritini Rafinesque-Schmaltz, 1815
    - Gattung Bathynerita Clarke, 1989
    - Gattung †Calyptronerita Le Renard, 1980
    - Gattung Nerita Linnaeus, 1758
      - Untergattung Adenerita Dekker, 2000
      - Untergattung Amphinerita von Martens, 1887
      - Untergattung Cymostyla von Martens, 1887
      - Untergattung Heminerita von Martens, 1887
      - Untergattung Ilynerita von Martens, 1887
      - Untergattung Linnerita Vermeij, 1984
      - Untergattung Melanerita von Martens, 1887
      - Untergattung Mienerita Dekker, 2000
      - Untergattung Nerita Linnaeus, 1758
      - Untergattung Ritena Gray, 1858
      - Untergattung Theliostyla Mörch, 1852
- Unterfamilie Neritininae Poey, 1852
  - Tribus Neritinini Poey, 1852
    - Gattung Neritina Rafinesque-Schmaltz, 1815
      - Untergattung Dostia Gray, 1847
      - Untergattung Neritina Rafinesque-Schmaltz, 1815
        - Neritina turrita (Zebrarennschnecke)
        - Neritina natalensis Reeve, 1845
        - Neritina pulligera L., 1767

      - Untergattung Vittina Baker, 1923
        - Vittina coromandeliana Sowerby, 1836

    - Gattung †Protonerita Kittl, 1894
    - Gattung Turrita Wagner, 1897
    - Gattung Vitta Mörch, 1852

  - Tribus Theodoxini Bandel, 2000
    - Gattung Clithon Montfort, 1810
    - Gattung Clypeolum Récluz, 1842
    - Gattung Fluvinerita Pilsbry, 1932
    - Gattung Neripteron Lesson, 1831
    - Gattung Neritodryas von Martens, 1869
    - Gattung Puperita Gray, 1857
      - Puperita pupa

    - Gattung Septaria Férussac, 1807
    - Gattung Theodoxus Montfort, 1810
      - Untergattung Theodoxus Montfort, 1810
        - Theodoxus fluviatilis (Gemeine Kahnschnecke)
        - Theodoxus danubialis (Donau-Kahnschnecke)

      - Untergattung Neritaea Roth, 1855
- Unterfamilie Smaragdiinae Baker, 1923
  -     - Gattung Gaillardotia Bourguignat 1877
    - Gattung Magadis Melvill & Standen, 1899
    - Gattung Pisulina Nevill & Nevill, 1869
    - Gattung Smaragdella Baker, 1923
    - Gattung Smaragdia Issel, 1869
    - Gattung Smaragdista Iredale, 1936
- Unterfamilie †Velatinae Bandel, 2001
  -     - Gattung Velates Montfort, 1810
- Unterfamilie †Neritariinae Wenz, 1938